# Carlos Matamoros Franco
Carlos Matamoros Franco est un joueur d'échecs équatorien né le 17 décembre 1966. Au 1er décembre 2018, il est le numéro un équatorien avec un classement Elo de 2 498 points.

## Biographie et carrière
Grand maître international depuis 2002, Carlos Matamoros Franco a représenté l'Équateur lors de treize olympiades de 1982 à 2018. Il marqua 7 points sur 9 et remporta la médaille d'or individuelle au troisième échiquier lors de l'olympiade d'échecs de 1982. Lors de sa deuxième participation, il marqua 9,5 points sur 13 et remporta la médaille de bronze individuelle au troisième échiquier lors de l'olympiade d'échecs de 1986,,.
Lors de la Coupe du monde d'échecs 2005, il fut éliminé au premier tour par Viktor Bologan.